# Árbol del Tule

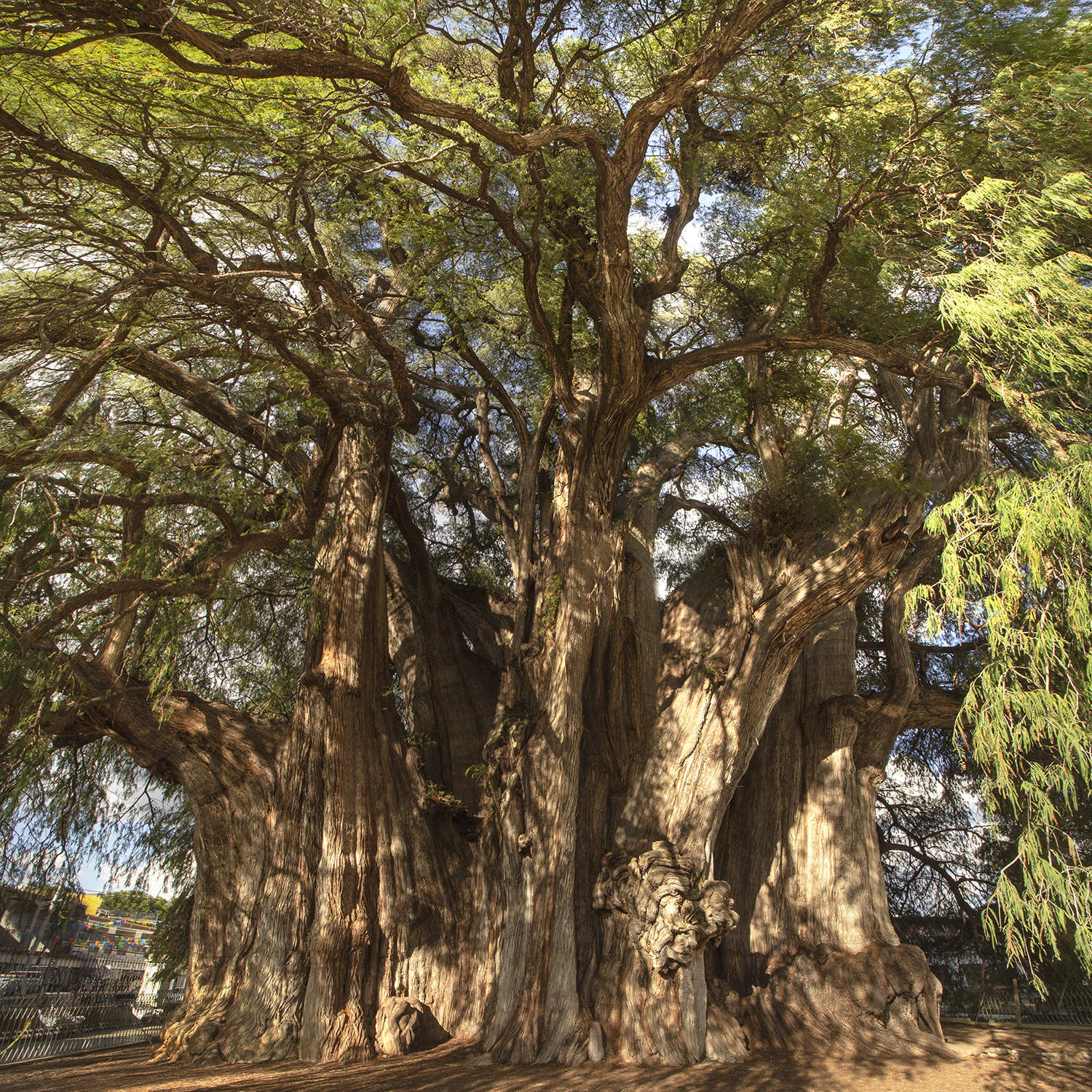
Árbol del Tule en una tarde de noviembre del 2023

El Árbol del Tule es el árbol con el diámetro de tronco más grande del mundo. Su edad real es desconocida, pero según estimaciones es de más de 2000 años. Es un ahuehuete (Taxodium huegelii C.Lawson 1851, conocida por su sinónimo Taxodium mucronatum Ten. 1853) con una circunferencia de copa de aproximadamente 58 metros y una altura de 42 metros. Con un tronco de diámetro de 14,5 metros, se estima que serían necesarias al menos 30 personas con las manos entrelazadas para poder abarcarlo y en su sombra caben aproximadamente 500 personas. Los lugareños le han encontrado diferentes formas al tronco como son de 'duende', 'cocodrilo', 'delfín', 'cabeza de venado', entre otras. Su volumen se calcula en unos 816,829 m³, con un peso de aproximadamente 636 toneladas, cuando en 1996 se inició el corte de la madera inerte se produjeron 10 toneladas. Se localiza en el atrio de la iglesia de Santa María del Tule en Oaxaca, México, aproximadamente a 12 km de la capital del estado, Oaxaca de Juárez, sobre la carretera a Mitla.

## Importancia cultural e histórica
Este ahuehuete (Taxodium mucronatum) célebre por el grosor de su tronco, considerado uno de los más anchos del mundo. Ha sido históricamente un centro de identidad territorial, símbolo religioso y atractivo turístico que ha configurado la historia y cultura del municipio de Santa María del Tule. La tradición zapoteca local lo nombraba  Yaga aguitz o Yaga guichiciña, que significa árbol de papel o árbol resplandeciente.
Desde la época prehispánica, el Árbol del Tule ha ocupado un papel importante en la cosmovisión de los pueblos indígenas del Valle de Oaxaca. Diversos relatos orales y registros históricos lo señalan como un sitio  de importancia sagrada y ritual;  Así lo documentaba José  de Acosta en  su Historia natural y moral de las Indias (1590)  donde lo describe como un árbol monumental que era escenario de danzas y ceremonias prehispánicas. Posteriormente, durante la época colonial, el culto al árbol fue integrado simbólicamente al cristianismo mediante la figura de la Virgen de la  Asunción la cual  es patrona de la población, consolidando un binomio religioso que favoreció la permanencia de la comunidad y su diferenciación frente a pueblos vecinos como Tlalixtac.
Diversas leyendas locales refuerzan el carácter mítico del árbol. Entre las más destacadas está la del rey mítico Kong-Oy (también llamado Condoy), figura central del pueblo mixe, quien habría clavado su bastón en un lago, dando origen al árbol. Otra versión sostiene que el árbol fue plantado hace 1,400 años por Pecocha, un sacerdote del dios azteca del viento, Ehecatl. el folclor local  narra que el pueblo se asienta sobre un gran lago y que el árbol actúa como un tapón: el día que el árbol se seque, el agua volverá a inundar la comunidad.
En 1900,  Manuel Martínez Gracida  retoma de un informante local : “El árbol estaba al cuidado de un dios o genio protector, Pitao Cocobi, quien por eso recibía culto. También según la misma versión, el árbol tenía el nombre, Yaga guichiciña”.
En el siglo XIX, el viajero francés De Fossey recogió una anécdota que ilustra la defensa comunitaria del árbol: un comerciante de Oaxaca ofreció una gran suma de dinero a los habitantes del Tule para talarlo. La comunidad rechazó la propuesta por considerarla sacrílega. Posteriormente, el explorador Désiré Charnay en 1862  en “Ciudades y ruinas americanas” relato que los indígenas barrían diariamente el pie del árbol y que no permitían cortar ni una sola rama, evidenciando el respeto ancestral hacia el sabino.
"El indio tiene la religión del recuerdo, y quizás en las noches de tormenta escuche la voz de sus ancestros entre las ramas centenarias del viejo sabino". -Désiré Charnay.
En 1921, el botánico Cassiano Conzatti escribió una Monografía del árbol de Santa María del Tule, una de las primeras descripciones científicas detalladas del ahuehuete en la que criticaba la falta de infraestructura turística, aunque reconocía el potencial del sitio como destino turístico. Entre sus principales observaciones, Conzatti investigó el sistema de agua de la comunidad y documentó la existencia de pozos superficiales en casi todas las viviendas del pueblo. Señaló que durante la temporada seca, muchos de estos pozos se secaban parcial o totalmente, situación que también podía afectar la disponibilidad hídrica del árbol.
Respecto al origen y antigüedad del ejemplar, Conzatti estimó que el árbol podría tener entre 1 500 y 2 000 años, basándose en el ritmo de crecimiento de otros individuos de la misma especie (Taxodium mucronatum) y en observaciones de ramas desarrolladas más recientemente. Asimismo, revisó testimonios históricos atribuidos a personajes como Hernán Cortés, Alexander von Humboldt y Aimé Bonpland, concluyendo que no existían pruebas documentales que confirmaran una visita directa de estos al árbol, aunque Humboldt sí lo mencionó en su Ensayo político sobre el reino de Nueva España; Finalmente, Conzatti sostuvo que el Árbol del Tule es un solo organismo, descartando la idea de que estuviera compuesto por varios árboles entrelazados, aunque sin contar aún con evidencia genética, la cual sería desarrollada por estudios posteriores.
Durante el siglo XX y XXI, el árbol se consolidó como emblema turístico del estado de Oaxaca. Este proceso de turistificación ha traído consigo una derrama económica significativa, transformando la vocación de la comunidad hacia el turismo, con la creación de espacios comerciales, guías locales y actividades vinculadas a la visita del árbol.

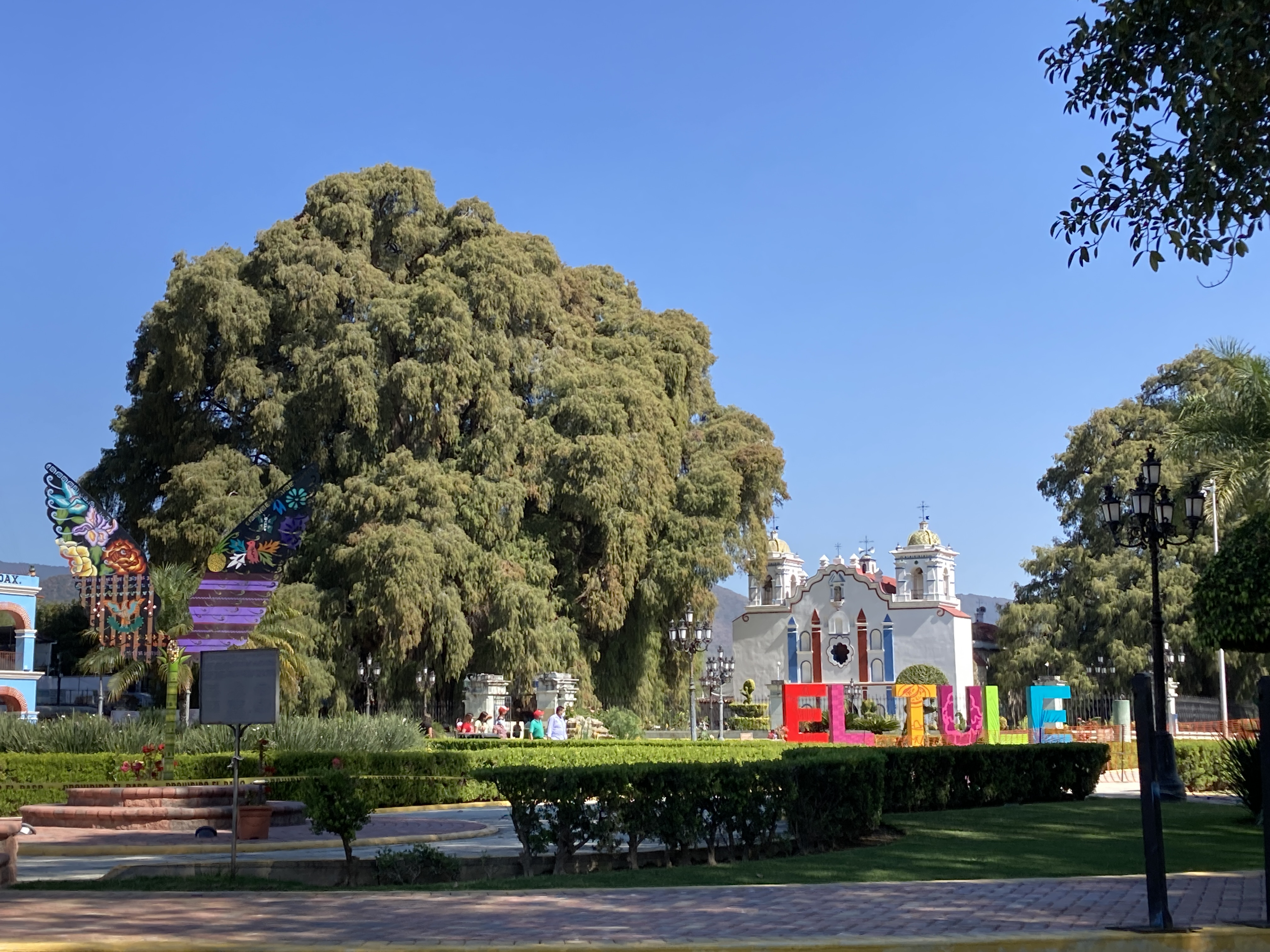
Árbol del tule como epicentro de la propia comunidad.

La relevancia del árbol trasciende lo local: en octubre de 2014, el Príncipe Akishino de Japón (heredero al trono  del crisantemo ) y su esposa, la Princesa Kiko, realizaron una visita oficial a Oaxaca y recorrieron el Árbol del Tule, promocionado en su itinerario cultural. Este acto fue cubierto por diversos medios locales e internacionales. Otra celebre visita fue la de mayo de 2022 por Mohammed Al-Kuwari embajador de Qatar en México los medios estatales destacaron su presencia en el Tule, señalando que elogió la riqueza cultural de Oaxaca. Estos encuentros son  ejemplo de la inclusión contemporánea del árbol en agendas diplomáticas y de promoción turística, reforzando su estatus como patrimonio regional.
Actualmente, el árbol continúa siendo motivo de identidad para la comunidad y centro de actividades religiosas, escolares y turísticas. La población local participa activamente en su conservación, y su imagen está presente en emblemas, artesanías y festividades del municipio.

## Estado de salud y conservación

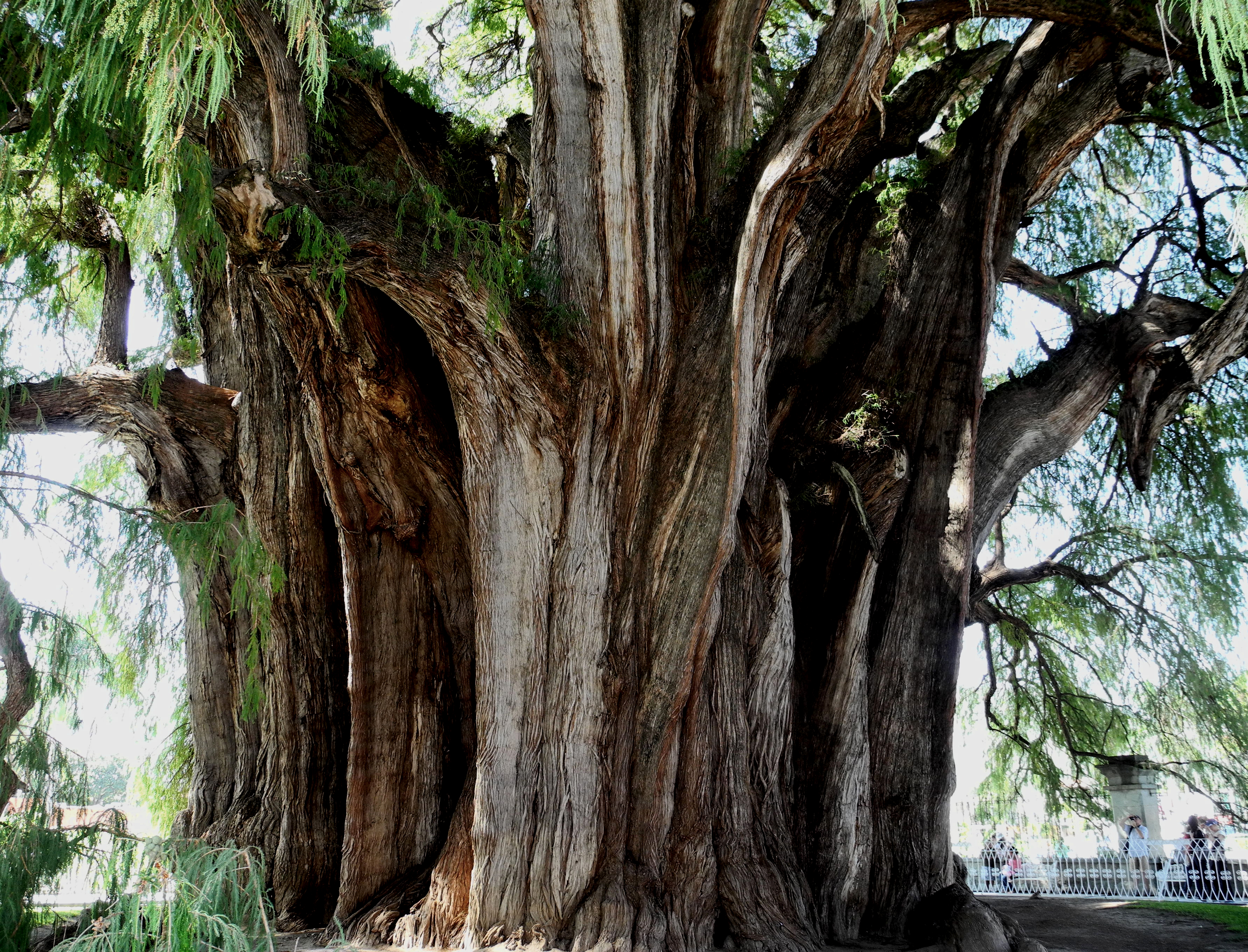
Detalle del tronco

En 1990 varias noticias y reportes indicaron que la salud del Árbol del Tule estaba gravemente amenazada por el tráfico, la contaminación y la falta de protección.  Según estas noticias, el arqueólogo John Paddock, experto en Oaxaca, afirmó entonces que el árbol no viviría más de 50 años si no se tomaban medidas urgentes para su protección.  En noviembre de 2011 una empresa española realizó un informe técnico sobre la salud del árbol. En él se indica que la salud general es buena, pero también se hacen varias recomendaciones y acciones por tomar para proteger este árbol único en el mundo. Otros informes han sido menos optimistas, afirmando que para su conservación sería necesaria una limpieza profunda, la eliminación de hongos y una poda sanitaria, además de abandonar las perforaciones profundas que afectan su provisión de agua.
Para su conservación y protección, este majestuoso árbol fue reconocido por la Secretaría de Medio Ambiente y Recursos Naturales (Semarnat) como el ahuehuete más grande del país. En 2001, fue incluido en una lista provisional de Sitios del Patrimonio Mundial de la UNESCO, pero fue eliminado de la lista en 2013, por lo tanto no es Patrimonio Cultural de la Humanidad de la UNESCO y nunca lo ha sido.

## El Tule en la cultura de Oaxaca
La leyenda zapoteca sostiene que fue plantado hace unos 1400 años por Pecocha, un sacerdote de Ehécatl, dios del viento. Otra leyenda dice que algunos líderes de las grandes naciones se reunieron y decidieron separarse en 4 grupos, dirigiéndose a los 4 puntos cardinales y en cada uno plantaron ahuehuetes, el gran Tule sería uno de ellos. Se tiende a afirmar que su ubicación es un sitio sagrado, ocupado después por la Iglesia.
La leyenda mixe sostiene que fue plantado por el rey Condoy,  cuando Condoy salió de Mitla se fue a Oaxaca, pero se sentía muy cansado, y al pasar por el lugar llamado el Tule decidió sentarse a descansar, clavó su bastón (que pesaba 62 Kg) en el suelo, y el bastón comenzó a retoñar, Condoy sembró así el árbol conocido como “El Árbol del Tule”, y el día que este árbol se seque ese día Condoy habrá muerto. 
Una de las características principales del árbol del Tule es que en ella los habitantes de la población han encontrado diferentes tipos de figuras como: la cabeza del venado, la cabeza del león, un elefante, cocodrilo, entre muchas otras figuras, que son enseñadas a los turistas por los niños de la comunidad.
A finales del siglo XIX, el gran árbol del Tule sufrió debido a una escasez de agua. Esto no se ha vuelto a repetir desde la primera cuarta parte del siglo XX, pues es regado regularmente y podado de manera adecuada.
El segundo lunes de octubre se celebra el día del Árbol del Tule, este día es dedicado al árbol y tiene su propia fiesta donde acostumbran a quemar castillos de cohetes y luces, también los tradicionales “toritos” o guajolotes que son manejados por los espectadores que emocionados asisten al lugar para poder cargar uno.